# Paya (Trienggadeng)
Paya is een bestuurslaag in het regentschap Pidie Jaya van de provincie Atjeh, Indonesië. Paya telt 773 inwoners (volkstelling 2010).